# Octave Gallian
Octave Gallian (Tolone, 21 luglio 1855 – Parigi, 10 gennaio 1918) è stato un pittore francese.

## Biografia
Octave Lazare Georges Victor Gallian
nacque a Tolone, figlio di un industriale di Tolosa di origini valchiusane. Trascorse una giovinezza agiata nell'ambiente colto della città, mostrando precocemente un dono naturale per la musica (piano e violino) e per la pittura. E, giunto in età maggiore, scelse come sua strada proprio l'arte del pennello.

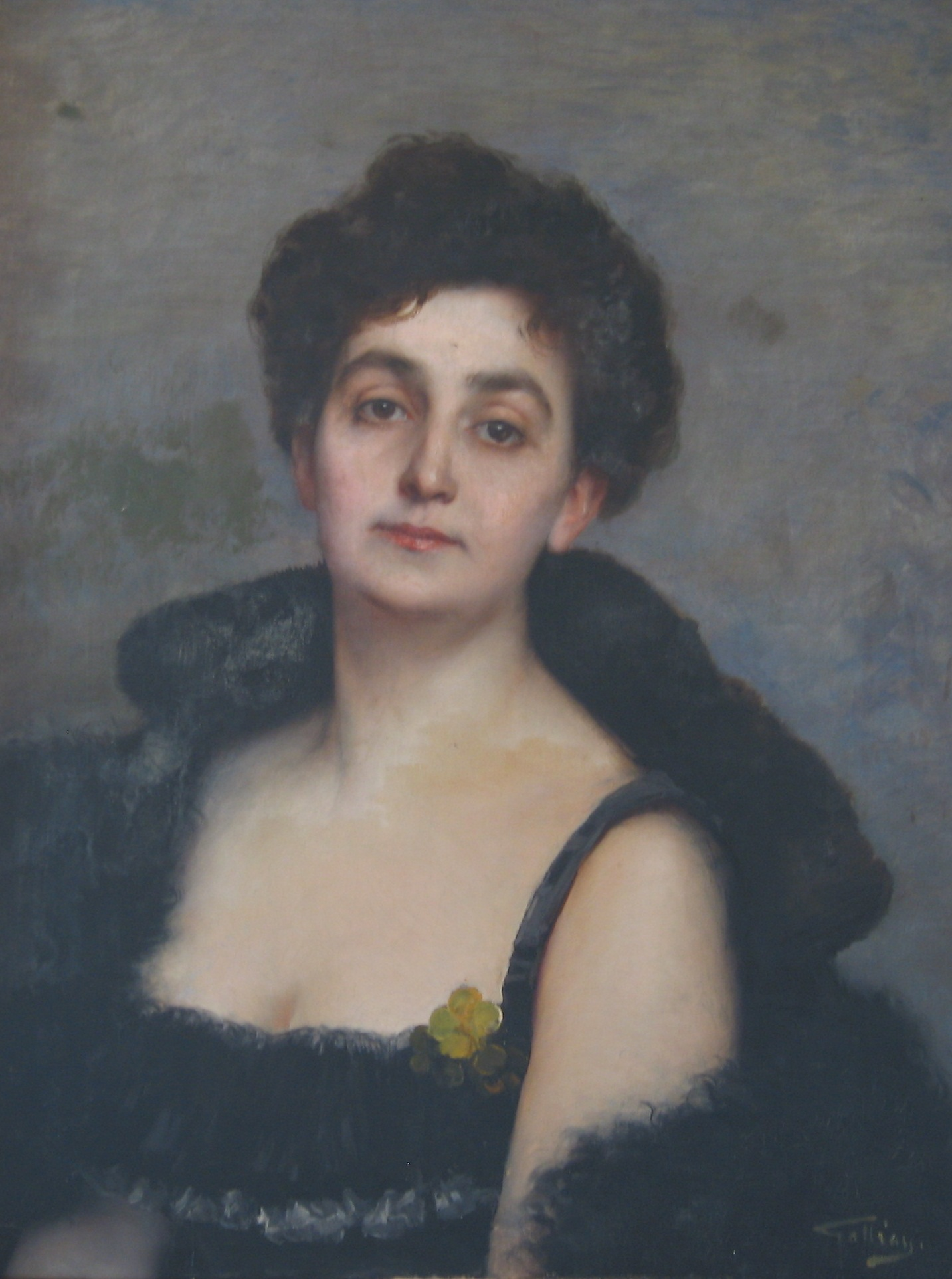
Honorine Lambert, moglie dell'artista

Lasciò quindi la Provenza per stabilirsi a Parigi e seguire i corsi dell'École des Beaux-Arts e dell'Académie Julian, dove ebbe per docenti Jules Lefebvre, Gustave Boulanger e Charles Ginoux.. Aprì poi un suo atelier nel faubourg Saint-Honoré, e cominciò ad eseguire ritratti, in particolare femminili, anche se spesso tornò ai paesaggi provenzali della sua terra, fra Tolone e Martigues. Divenne così membro dell'Atelier di belle arti di Tolone e, nel 1887, ricevette l'incarico per due pannelli decorativi che dovevano abbellire la scalinata del Museo d'arte di Tolone : Pescatore provenzale e Vanneuse (poi distrutti dai bombardamenti durante la Seconda guerra mondiale)..

Sposò Honorine Lambert, dalla quale ebbe due figli. Ella compare spesso nei suoi dipinti.
Dividendo così il suo tempo, e le sue opere, fra l'ambiente parigino e quello della sua terra d'origine, Gallian condusse una vita tranquilla e una più che onorevole attività d'artista.
Quasi tutti gli artisti provenzali furono suoi amici. Fra di essi Eugène Dauphin, Vincent Courdouan, Jean Pezous, François Nardi, Joseph Garibaldi, Julien Gustave Gagliardini.
Durante la Prima Guerra mondiale i suoi due figli furono presi prigionieri e internati in zone assai lontane: questo fatto angoscioso segnerà profondamente Gallian per gli ultimi anni della sua vita.
Octave Gallian, infatti, morì a Parigi nel 1918, alcuni mesi prima che la guerra finisse. Aveva sessantadue anni.

## Salon e mostre
La presenza di Octave Gallian al "Salon des artistes français" iniziò nel 1878 ed ebbe termine nel 1905. In questi 28 anni ottenne un menzione d'onore nel 1884 per il quadro "Une bouée, rade de Toulon" (Una boa nella rada di Tolone).. Per quattro anni, dal 1891 al 1894, Gallian lasciò il Salon ufficiale, preferendo esporre presso la "Société nationale des beaux-arts". Partecipò comunque alle mostre degli "Amici dell'arte" di Tolone, in particolare nel 1902, quando presentò le due opere Le Castellet e La Baie des Anges.

## Opere nelle collezioni pubbliche
Elenco parziale.
- Angoulême, Museo d'Angoulême: Portrait de Raoul Verlet.
- Cannes, Museo de la Castre: Une bouée, rade de Toulon, olio su tela.[5].
- Martigues, Museo Ziem: L'Atelier de Félix Ziem a Martigues.
- Tolone:
  - Museo d'arte di Tolone: 
    - M.lle Carle, olio su tela,[6];
    - Marie Chabaud, olio su tela,
    - Jeune Fille assise au Mourillon, olio su tela,[6] ;
    - Femme à la sellette, olio su tela,[6] ;
    - Femme de profil devant la mer, olio su tela,

  - Museo nazionale della marina (Parigi).

## Galleria d'immagini

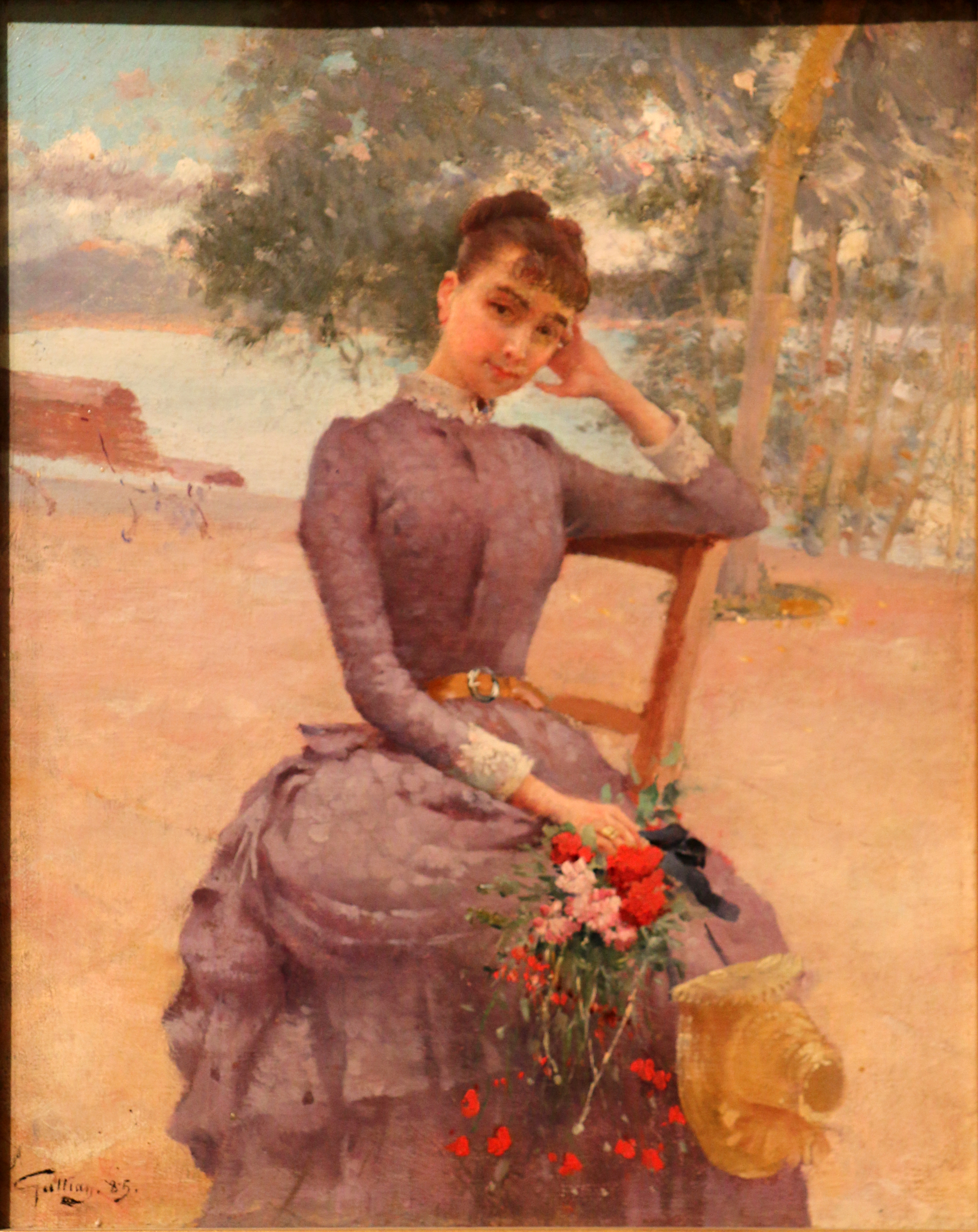
Ragazza seduta al Mourillon
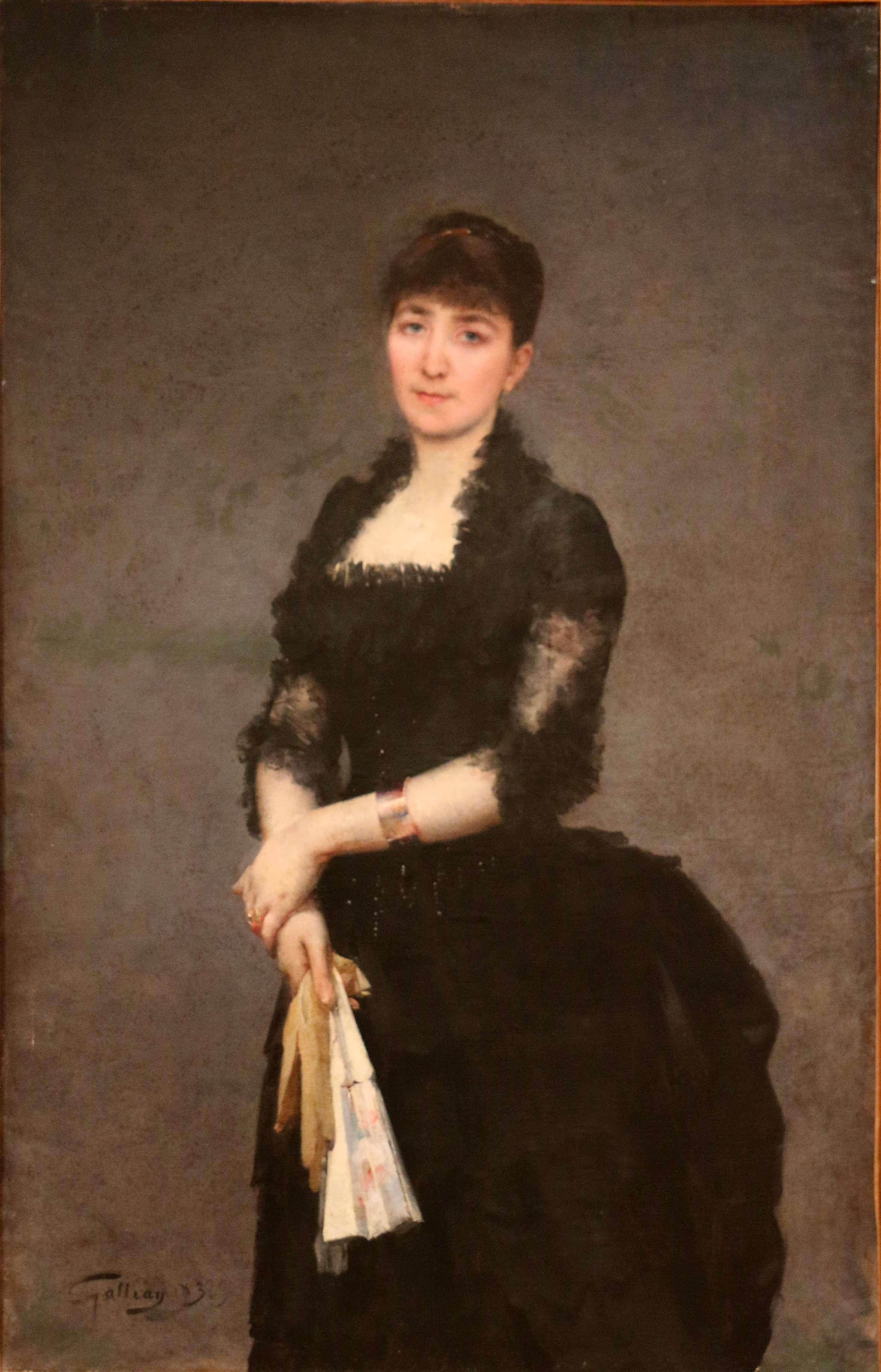
Marie Chabaud
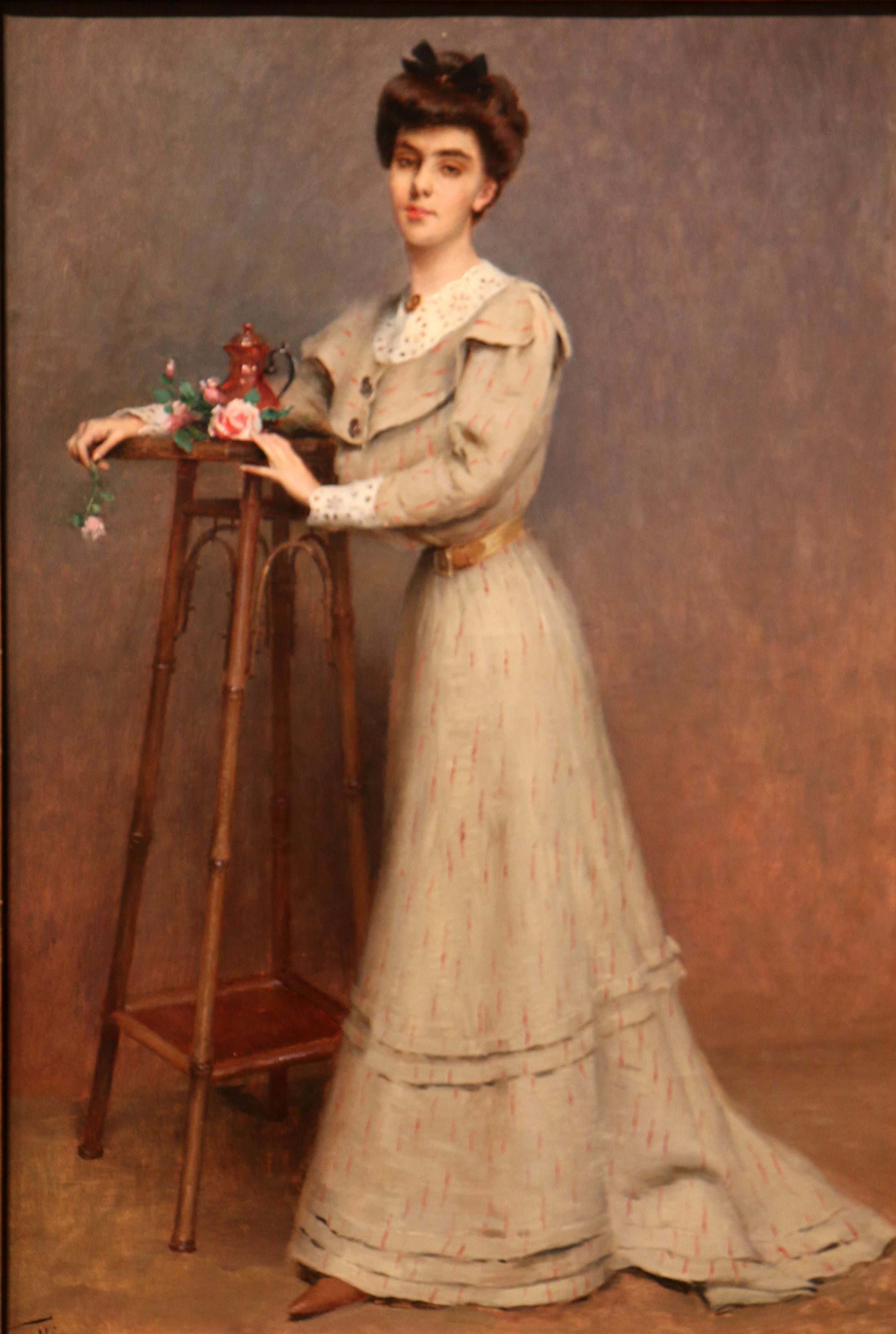
Donna presso lo sgabello
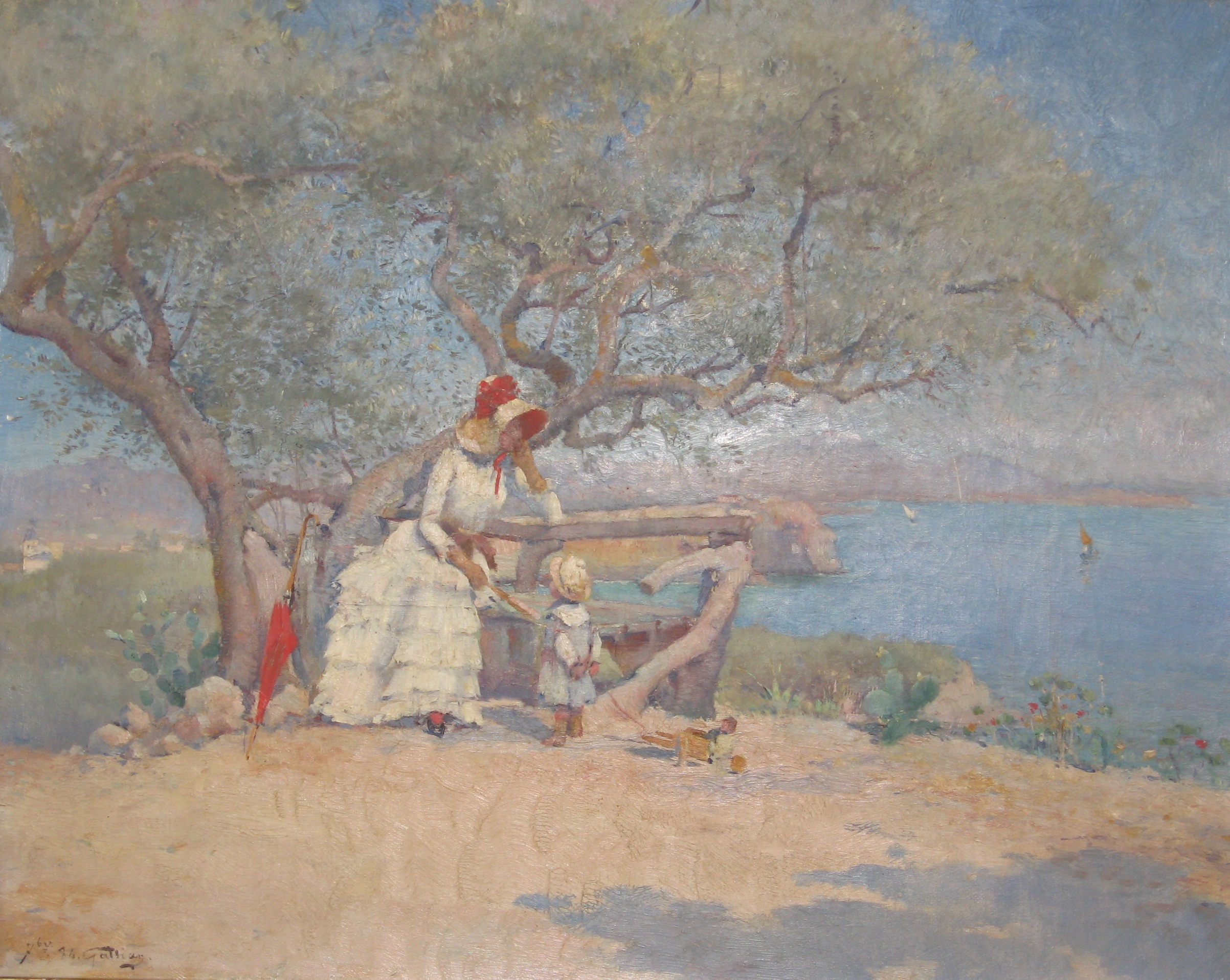
Honorine a Capo Brun
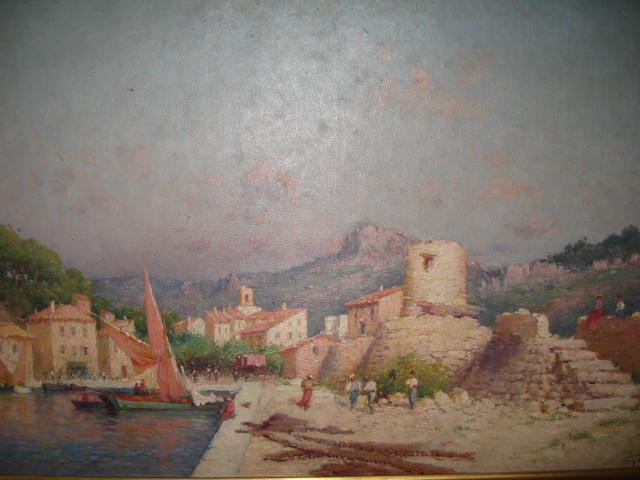
Cassis nel 1880